# Gihogazi
Gihogazi é uma das sete comunas existentes na província de Karuzi, no Burundi.